# Comuna Bălilești, Argeș
Bălilești este o comună în județul Argeș, Muntenia, România, formată din satele Băjești, Bălilești (reședința), Golești, Poienița, Priboaia, Ulita și Valea Mare-Bratia.

## Așezare
Comuna se află în zona de est a județului, în Gruiurile Argeșului, pe malurile râului Bratia, aproape de vărsarea acestuia în râul Târgului. Este străbătută de șoseaua județeană DJ732, care o leagă spre sud-est de Stâlpeni (unde se termină în DN73) și spre nord de Vlădești și Aninoasa (unde se termină în DN73C). Din acest drum, la Bălilești se ramifică șoseaua județeană DJ732A, care duce spre sud la Țițești (unde se termină tot în DN73).

## Demografie
Componența etnică a comunei Bălilești
     Români (90,98%)
     Romi (1,17%)
     Alte etnii (0,03%)
     Necunoscută (7,82%)
Componența confesională a comunei Bălilești
     Ortodocși (89,32%)
     Penticostali (1,36%)
     Alte religii (0,84%)
     Necunoscută (8,47%)
Conform recensământului efectuat în 2021, populația comunei Bălilești se ridică la 3.670 de locuitori, în scădere față de recensământul anterior din 2011, când fuseseră înregistrați 4.105 locuitori. Majoritatea locuitorilor sunt români (90,98%), cu o minoritate de romi (1,17%), iar pentru 7,82% nu se cunoaște apartenența etnică. Din punct de vedere confesional, majoritatea locuitorilor sunt ortodocși (89,32%), cu o minoritate de penticostali (1,36%), iar pentru 8,47% nu se cunoaște apartenența confesională.

## Politică și administrație
Comuna Bălilești este administrată de un primar și un consiliu local compus din 13 consilieri. Primarul, Victor-Cătălin Turturică[*], de la Partidul Social Democrat, este în funcție din 2016. Începând cu alegerile locale din 2024, consiliul local are următoarea componență pe partide politice:
|  | Partid                          | Consilieri | Componența Consiliului | Componența Consiliului | Componența Consiliului | Componența Consiliului | Componența Consiliului | Componența Consiliului | Componența Consiliului |
|  | ------------------------------- | ---------- | ---------------------- | ---------------------- | ---------------------- | ---------------------- | ---------------------- | ---------------------- | ---------------------- |
|  | Partidul Social Democrat        | 7          |                        |                        |                        |                        |                        |                        |                        |
|  | Partidul Național Liberal       | 4          |                        |                        |                        |                        |                        |                        |                        |
|  | Alianța pentru Unirea Românilor | 1          |                        |                        |                        |                        |                        |                        |                        |
|  | Uniunea Salvați România         | 1          |                        |                        |                        |                        |                        |                        |                        |

## Istorie
La sfârșitul secolului al XIX-lea, comuna făcea parte din plasa Râurile a județului Muscel și era formată din satele Bălilești, Românești, Valea Mare și Băceasca, cu o populație de 956 de locuitori ce trăiau în 210 case. Existau în comună două biserici și o școală mixtă. La acea vreme, pe teritoriul actual al comunei mai funcționau în aceeași plasă și comunele Băjești și Golești. Comuna Băjești, formată numai din satul de reședință, avea 833 de locuitori ce trăiau în 184 de case, având și o biserică și o școală cu 33 de elevi. Comuna Golești, cu satele Golești, Ulița, Poenița și Priboaia, avea 1102 locuitori ce trăiau în 260 de case; două biserici (la Ulița și Golești) și o școală mixtă cu 30–40 de elevi deschisă în 1830.
Anuarul Socec din 1925 consemnează comunele în aceeași plasă. Comunele Bălilești și Băjești fuseseră comasate, comuna rezultată, și denumită Băjești (deși avea reședința la Bălilești), având 2596 de locuitori în satele Băjești, Bălilești, Românești și Valea Mare. Comuna Golești era acum denumită Poenița și avea 1396 de locuitori în satele Poenița, Golești, Grigorenți, Priboaia și Ulița. Satul Băjești s-a separat din nou în 1931, dar comuna lui avea să fie desființată din nou, el fiind din nou inclus în comuna Bălilești.
În 1950, comunele Bălilești și Poenița au fost arondate raionului Muscel din regiunea Argeș. În 1968, ele au trecut la județul Argeș; tot atunci a fost desființată comuna Poenița, satele ei fiind incluse în comuna Bălilești.

## Monumente istorice

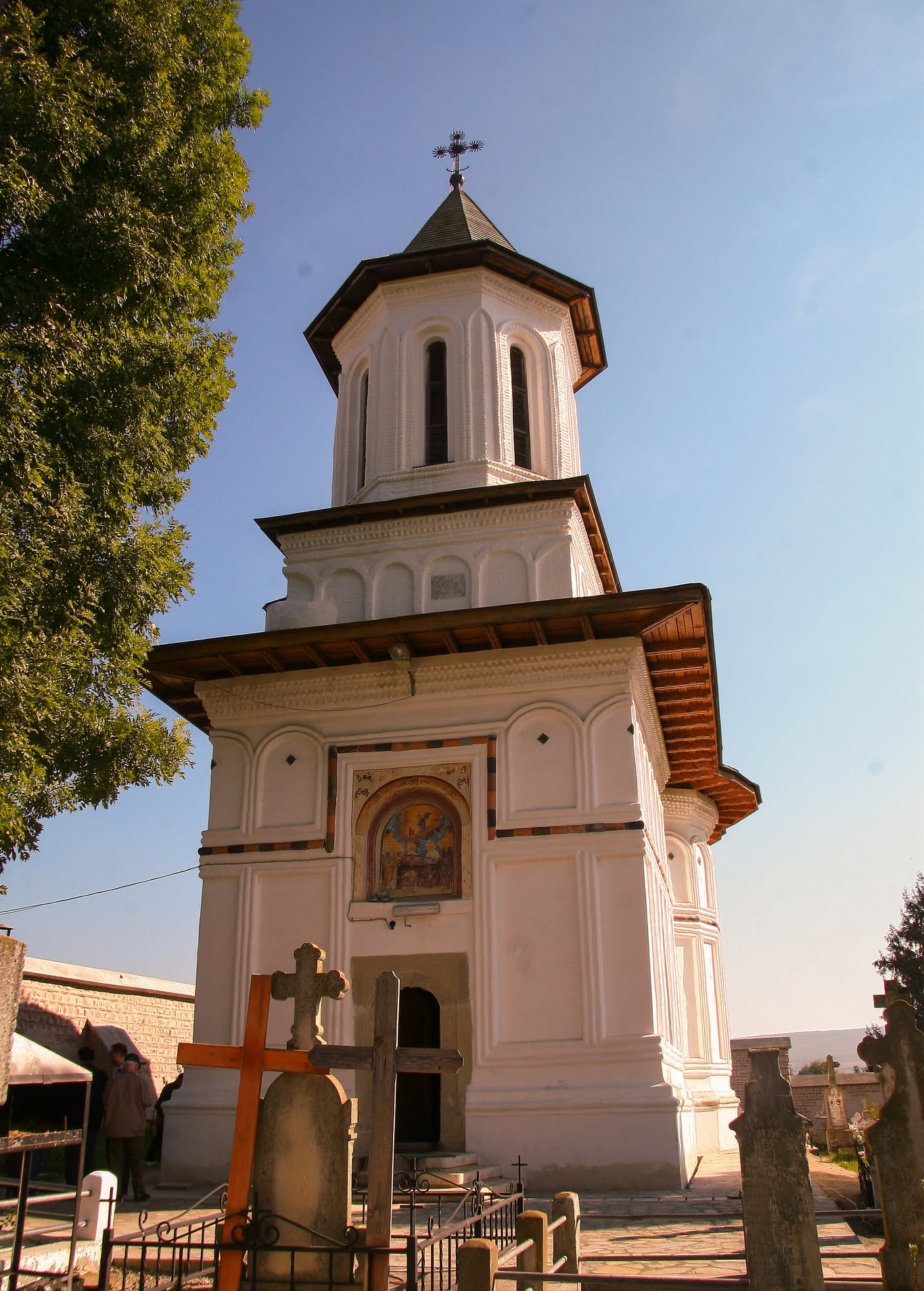
Biserica „Adormirea Maicii Domnului” de la curtea lui Matei Băjescu

În comuna Bălilești se află curtea lui Mareș Băjescu, ansamblu de monumente istorice de interes național datând din secolul al XVII-lea, aflat în satul Băjești și format din câteva monumente de arhitectură — biserica „Adormirea Maicii Domnului” (1666), ruinele casei, ruinele povernei, grajdul și zidul de incintă cu turnuri — și unul memorial sau funerar (cimitirul). De asemenea, tot de interes național este și o cruce de piatră din 1662, aflată la 300 m sud-vest de aceeași biserică și clasificată ca monument memorial sau funerar.
În rest, alte două obiective din comună sunt incluse în lista monumentelor istorice din județul Argeș ca monumente de interes local, ambele fiind clasificate ca monumente de arhitectură: biserica „Adormirea Maicii Domnului” și „Duminica Tuturor Sfinților” (1824) din fostul sat Românești, astăzi parte a satului Bălilești; și casa Agripina Constantinescu (mijlocul secolului al XIX-lea) din satul Valea Mare-Bratia.